# Clarina (bướm đêm)
Clarina là một chi bướm đêm thuộc họ Sphingidae.

## Các loài
- Clarina kotschyi - (Kollar, 1849)
- Clarina syriaca - (Lederer, 1855)